# Гарсия Илундайн, Давид
Давид Гарсия Илундайн (исп. David García Ilundain; 2 апреля 1971, Барселона — 18 июня 2002) — испанский шахматист, гроссмейстер (1996).
В составе сборной Испании участник 32-й Олимпиады (1996) в Ереване и 11-го командного первенства Европы (1997) в Пуле.
Скончался из-за неоперабельной опухоли мозга .

## Изменения рейтинга
| Графики недоступны из-за технических проблем. См. информацию на Фабрикаторе и на mediawiki.org. |